# تتن (العقبة)
تتن منطقة سكنية تقع في لواء قصبة العقبة، محافظة العقبة في الأردن. تنتمي المنطقة لقضاء العقبة الذي يضم 6 مناطق. يقدر عدد سكانها بـ 230 نسمة حسب إحصاء 2015.

## الوصلات الخارجية
- دائرة الاحصاءات العامة